# Софронова, Людмила Александровна
Людмила Александровна Софронова (в девичестве — Козырева; 31 марта 1941, Москва — 15 февраля 2013, Москва) — советский и российский филолог, историк культуры, исследователь истории славянского театра XVII—XVIII вв. Доктор филологических наук (1983). Главный научный сотрудник Отдела этнолингвистики и фольклора Института славяноведения РАН.
Область научных интересов: история культуры, история славянского театра, гоголеведение, сковородоведение.

## Биография
Окончила в 1963 филологический факультет МГУ.
В 1962 г. принята в Институт славяноведения по приглашению и рекомендации завсектором истории культуры славянских народов Игоря Федоровича Бэлзы (позднее — отдел историко-культурных проблем, который возглавляла с 1988 по 2007 г.).
В 1969 защитила в Тартуском университете кандидатскую диссертацию «Сравнительный анализ сюжета польской драмы XVII в. „Kommunia duchowna św. Borysa i Hleba“ и группы древнерусских памятников». Одним из её оппонентов выступил Ю. М. Лотман.
В 1984 году в Пушкинском доме защитила докторскую диссертацию на тему «Поэтика славянского театра (Польша, Украина, Россия)». Одним из её оппонентов выступил академик Д. С. Лихачёв.